# 小行星1578
小行星1578（1578 Kirkwood）是一颗围绕太阳公转的小行星。1951年1月10日，印第安纳大学在摩根县发现了此天体。
該小行星以美國天文學家丹尼爾·柯克伍德命名。
这颗小行星的绝对星等为2.97554等。